# Honorine Magnier
Honorine Magnier est une actrice française, née le 21 mars 1988 à Paris. Elle est principalement connue par le grand public pour son rôle de Rose Orsini dans la série télévisée Section de recherches sur TF1.

## Biographie

### Carrière
À l'âge de 21 ans, Honorine Magnier intègre le cours Cochet. Elle y reste deux ans. Pendant cette période, elle connait ses premières expériences théâtrales notamment dans Le Malade imaginaire, mis-en-scène par René Camoin où elle incarne Angélique. Elle passera ensuite une année aux ateliers du Sudden. Alors qu'elle vient de réussir le concours du Studio-théâtre d'Asnières, Honorine Magnier préfère accepter le rôle de Valentine dans la pièce Lady Oscar aux côtés d'Amanda Lear, et entame une longue tournée. Elle enchaîne ensuite les rôles dans des séries télévisées, comme Ma pire angoisse ou Les Petits Meurtres d'Agatha Christie et dans des courts métrages. Après un nouveau passage au théâtre dans la pièce Nelson, où elle croise la route de Chantal Ladesou et Armelle, Honorine Magnier est choisie en 2017, pour incarner Rose Orsini dans la série de TF1 Section de Recherches,. Après avoir joué dans 28 épisodes, elle quitte la série en 2021 puis intègre la distribution de Demain nous appartient sur la même chaîne.

### Vie privée
Honorine Magnier est la petite-fille du dramaturge Claude Magnier.
Elle accouche le 24 avril 2019 de son premier enfant, Olivia. Le père est son mari, Noah Klein.

## Filmographie

### Cinéma

#### Courts métrages
- 2013 : Je suis une rencontre de Thibaut Buccellato :
- 2013 : Ce qui fait marcher les filles, comédie musicale en web série de Ilan Teboul[7] : Salomé
- 2014 : L'esprit de l'escalier d'Arthur Choisnet
- 2015 : Nouées de Gari Kikoïne : Zoé
- 2017 : Et toi tu votes ?, web série d'Amelle Chahbi : la conductrice
- 2017 : Taxi date de Vincent Roger : Audrey

#### Longs métrages
- 2016 : Camping 3 de Fabien Onteniente : Mélanie
- 2021 : Le Calendrier de Patrick Ridremont : Sophie

### Télévision
- 2014 : En immersion : l'infirmière (épisode 2 : Narcose)[8]
- 2014 : Plus belle la vie[9] : Sirine
- 2014 : Alice Nevers : le juge est une femme : Rose Leroux (saison 12, épisode 7)[10]
- 2015 : Ma pire angoisse de Vladimir Rodionov[11] : Justine
- 2015 : Les Petits Meurtres d'Agatha Christie  : Antoinette Combet (saison 2, épisode 11)[12]
- 2018-2021 : Section de recherches[13] : Rose Orsini
- 2021-2024 : Demain nous appartient : Bénédicte Daunier (saisons 4 à 7)[14]

## Théâtre
- 2011 : Le Malade imaginaire de Molière - mise en scène René Camoin : Angélique
- 2012-2013 : Lady Oscar de Guillaume Mélanie - mise en scène Eric Civanyan : Valentine
- 2016 : À table, écrit et mis en scène par Vincent Roger
- 2016 : Nelson de Jean Robert-Charrier - mise en scène d'Olivier Macé : Christine

## Publicité
- 2017 : MADE.com[15]
- 2021 : Renault[16]

## Distinctions
- 2015 : Prix de la meilleure actrice (décerné au Festival 48 Hour Film Project) pour son rôle dans le court métrage Nouées[17].